# Волга (клуб по хоккею на траве)
«Волга» — команда по хоккею на траве из города Ульяновск.

## История
Создана в 1968 году на базе хоккейного клуба «Волга». С 1970 года участвовала в чемпионате СССР. Трёхкратный чемпион СССР, участник Кубка европейских чемпионов (1975 год). Расформирована в 1991 году.

## Достижения
– Чемпион СССР – 1970, 1971, 1974 

 – Серебряный призёр чемпионата СССР – 1972, 1976 

 – Бронзовый призёр чемпионата СССР – 1975 

## Лучшие бомбардиры
| №  | Игрок              | Голы |
| -- | ------------------ | ---- |
| 1  | Николай Афанасенко | 139  |
| 2  | Вячеслав Лампеев   | 72   |
| 3  | Михаил Тонеев      | 63   |
| 4  | Владимир Куров     | 44   |
| 5  | Александр Некрасов | 35   |
| 6  | Юрий Сурков        | 34   |
| 7  | Павел Костылев     | 28   |
| 8  | Валерий Костюнев   | 22   |
| 9  | Евгений Агуреев    | 20   |
| 10 | Александр Щепочкин | 19   |

## Известные игроки
- Николай Афанасенко
- Леонард Мухаметзянов
- Вячеслав Лампеев